# Emit
Pour l'instrument de la NASA, voir Earth Surface Mineral Dust Source Investigation.
Emit est une localité non incorporée du comté de Johnston en Caroline du Nord, aux États-Unis.
Le catcheur américain C. W. Anderson est originaire d'Emit.